# Diacidia vestita
Diacidia vestita là một loài thực vật có hoa trong họ Malpighiaceae. Loài này được (Benth.) Benth. & Hook.f. ex B.D.Jacks. mô tả khoa học đầu tiên năm 1893.